# Liste des interstates en Alabama
Les autoroutes Interstate en Alabama font partie du réseau des Interstate Highways en Alabama. Toutes les routes numérotées de l'État sont entretenues par le Alabama Department of Transportation (ALDOT).
Actuellement, il y a 11 routes et 1 130 miles (1 820 km) d'autoroutes inter-États en Alabama. La plus longue d'entre elles dans l'État est l'I-65 qui parcourt 367,00 miles (590,63 km). La plus courte est l'I-359, parcourant 2,30 miles (3,70 km). Il y a six autoroutes principales et cinq autoroutes auxiliaires qui desservent les six plus grandes villes de l'état et 22 des 25 plus grandes.

## Autoroutes principales
| Numéro       | Longueur (mi) | Longueur (km) | Terminus sud / ouest                                                | Terminus nord / est                                                     | Créée    | Notes                                                    |
| ------------ | ------------- | ------------- | ------------------------------------------------------------------- | ----------------------------------------------------------------------- | -------- | -------------------------------------------------------- |
| I-10         | 66,27         | 106,65        | I-10 à la frontière avec le Mississippi                             | I-10 à la frontière avec la Floride                                     | 1957     |                                                          |
| I-14         | —             | —             | I-14 à la frontière avec le Mississippi près d'Isney (non-officiel) | I-14 à la frontière avec la Géorgie près de Fort Benning (non-officiel) | proposée |                                                          |
| I-20         | 214,78        | 345,65        | I-20 / I-59 à la frontière avec le Mississippi                      | I-20 à la frontière avec la Géorgie                                     | 1957     |                                                          |
| I-22         | 96,48         | 155,27        | I-22 / US 78 à la frontière avec le Mississippi                     | I-65 / US 31 à Birmingham                                               | 2012     |                                                          |
| I-59         | 241,18        | 388,14        | I-20 / I-59 à la frontière avec le Mississippi                      | I-59 à la frontière avec la Géorgie                                     | 1960     |                                                          |
| I-65         | 366,23        | 589,39        | I-10 à Mobile                                                       | I-65 à la frontière avec le Tennessee                                   | 1958     |                                                          |
| I-85         | 80,01         | 128,76        | I-65 / Day Street à Montgomery                                      | I-85 à la frontière avec la Géorgie                                     | 1958     | Prolongement proposé jusqu'à l'I-20 / I-59 près de Cuba. |
| - Non-ouvert |               |               |                                                                     |                                                                         |          |                                                          |

## Autoroutes auxiliaires
| Numéro       | Longueur (mi) | Longueur (km) | Terminus sud / ouest                                                                                | Terminus nord / est                        | Créée    | Notes |
| ------------ | ------------- | ------------- | --------------------------------------------------------------------------------------------------- | ------------------------------------------ | -------- | --- |
| I-165        | 4,90          | 7,89          | US 90 / Truck US 98 / SR 16 à l'intersection entre Beauregard Street et North Water Street à Mobile | I-65 à Prichard                            | 1994     | L'I-165 est une autoroute collectrice reliant le centre-ville de Mobile à l'I-65 au nord-ouest de la ville.                 |
| I-222        | 2,26          | 3,64          | I-22 / US 78 à Brookside                                                                            | I-422 à Birmingham                         | proposée | Lien proposé entre l'I-422 et l'I-22 à cause de l'impossibilité de faire un lien direct entre ces deux routes.              |
| I-359        | 2,30          | 3,70          | I-20 / I-59 / US 11 / SR 7 / SR 9 à Tuscaloosa                                                      | US 11 / US 43 / SR 13 / SR 69 à Tuscaloosa | 1983     | L'I-359 est une autoroute collectrice reliant le centre-ville de Tuscaloosa à l'I-20 / I-59                                 |
| I-422        | 51,04         | 82,14         | I-20 / I-59 / I-459 à Bessemer                                                                      | I-59 à Trussville                          | proposée | En construction; sera reliée indirectement à l'I-22 via l'I-222.                                                            |
| I-459        | 32,80         | 52,79         | I-20 / I-59 / US 11 / SR 5 / SR 7 près de Bessemer                                                  | I-59 à Trussville                          | 1984     | L'I-459 forme une boucle partielle au sud de Birmingham.                                                                    |
| I-565        | 21,40         | 34,44         | I-65 / SR 20 à Decatur                                                                              | US 72 à Huntsville                         | 1991     | L'I-565 est une autoroute collectrice reliant l'I-65 à Huntsville.                                                          |
| I-685        | 14,00         | 23,00         | I-65 à Montgomery                                                                                   | I-85 / US 80 à Montgomery                  | proposée | Lorsque la Montgomery Southern Bypass sera complétée, l'I-85 y sera déroutée. L'I-685 empruntera le tracé actuel de l'I-85. |
| I-759        | 4,50          | 7,24          | I-59 à Attalla                                                                                      | US 411 / SR 25 / SR 759 à Gadsden          | 1986     | L'I-759 est une autoroute collectrice reliant l'I-59 au centre-ville de Gadsden.                                            |
| - Non-ouvert |               |               | |                                            |          | |